# Marockos damlandslag i handboll
Marockos damlandslag i handboll representerar Marocko i handboll på damsidan.
Landslaget har spelat i afrikanska mästerskapet fem gånger, men aldrig kvalificerat sig för OS eller VM.

## Placeringar i afrikanska mästerskapet
- 1987 – 8:e plats
- 2002 – 9:e plats
- 2012 – 10:e plats
- 2018 – 10:e plats
- 2022 – 11:e plats